# Hernán Pastrana Pastrana
Hernán Pastrana Pastrana (Chetumal, Quintana Roo, 11 de marzo de 1940-Cancún, 31 de marzo de 2019) fue un político mexicano, segundo Presidente Municipal del H. Ayuntamiento de Othón P. Blanco (1978-1981), con cabecera en Chetumal, capital del estado de Quintana Roo. Falleció en la ciudad de Cancún el 31 de marzo de 2019 a consecuencia de cáncer.

## Biografía
Hijo de Don Pedro Pastrana Gómez, nacido en Isla Mujeres, quien fue Presidente del Comité Pro Defensa Territorial de Quintana Roo en 1942, y de Doña Dominga Pastrana García, nacida en la Isla de Cozumel, quien se integró activamente a la defensa del territorio ante la supresión del mismo en 1931, fundadores de esta ciudad. 
Desde el 20 de enero de 1962, estaba casado con la Sra. Haydée Sánchez Moreno, con quien tuvo cinco hijas: Haydeé Nazire, Aracely, Rosa Enid, Beatriz Nayeli y Guadalupe Desiré.

## Carrera política
Antes de ocupar la Presidencia Municipal, laboró como Actuario de Juntas Federales de Conciliación, Inspector Federal del Trabajo y Presidente de Juntas Federales de Conciliación en el territorio de Quintana Roo.
Fue Secretario Auxiliar de Gobierno de Javier Rojo Gómez (1967-1968), Delegado de Gobierno de la capital del entonces territorio de Quintana Roo (1968-1970) y oficial del Registro Civil.
También fue diputado federal en la XLVIII Legislatura del H. Congreso de la Unión, por el único Distrito de Quintana Roo (1970-1973), en donde se integró a la Gran Comisión Permanente, y las Comisiones de Turismo, de Promoción Pesquera, Promoción Ejidal y Fomento Cooperativo. 
Al término de su trabajo legislativo, fue nombrado Delegado Estatal en Quintana Roo del Instituto Mexicano del Seguro Social (1973-1978) y al concluir con esta responsabilidad, contendió por la Presidencia Municipal de Othón P. Blanco (1978-1981).
Al terminar su período como Presidente Municipal, Hernán Pastrana Pastrana fue nombrado Representante del Gobierno de Quintana Roo en la Cd. De México (1981-1986). Fue el único quintanarroense en ocupar la delegación de  los dos organismos de salud, del IMSS y posteriormente del ISSSTE en Quintana roo (1984-1985). En 1986 asumió la Dirección  del Periódico Oficial del Gobierno del Estado hasta el año de 1999, cargo que dejó al ser designado director general del Registro Público de la Propiedad y del Comercio en la Entidad (1999-2002)
Fue Senador suplente y más tarde Senador de la República en la L (1976-1982) Legislatura de la Cámara de Senadores del País, en la fórmula que encabezó el Vicealmirante José Blanco Peyrefitte, quien falleció en 1981.
Entre otras actividades fue fundador y administrador de la EXPOFER Feria Anual (1976-1978) y presidente del Patronato de la Feria (1978-1981);  Presidente del Primer Patronato del ITCH; Secretario del Comité Estatal de Cultura y Recursos de los trabajadores y sus familias en Quintana Roo (CONACURT); Miembro de la Sociedad Mexicana de Geografía y Estadística; Miembro Consejero de la Cultura en Quintana Roo; Fundador del Consejo para el Desarrollo Forestal y Conservación de los Recursos Naturales en Quintana Roo; Fue Vocal del Comité de los Festejos del Centenario de la Cd. De Chetumal, Q.  Roo y Asesor de la Comisión Consultiva sobre los límites de Quintana Roo.

### Gestión como diputado federal
Sustentó, expuso y promovió las potencialidades del Estado para que la Federación apoyara, no sólo para que se reconozca a Quintana Roo como Entidad Federativa, sino también para propiciar el Desarrollo Económico a través de la Actividad Turística y sectores productivos colaterales, tal y como consta en el Diario de los Debates de la Cámara de Diputados.

### Gestión como Delegado Estatal del ISSSTE
Se amplió la Clínica de la Capital y se construyeron las clínicas del ISSSTE en Cancún, Cozumel y Felipe Carrillo Puerto, así como las tiendas de autoservicio para los trabajadores al servicio del Estado, y las instalaciones de las oficinas de la Delegación en Chetumal.

## Reconocimientos
La Cámara Nacional de Comercio Servicios y Turismo de Quintana Roo le otorgó un Testimonio de Reconocimiento como funcionario público que supo servir con Diligencia y Honestidad a la Ciudadanía, en el Honorable cargo de Presidente Municipal (8 de abril de 1981). 
Medalla “Othón Pompeyo Blanco” 2015 al Mérito Ciudadano 2015 por su extraordinaria trayectoria como político, servidor público de gran profesionalismo, de profundo amor a su tierra (5 de mayo del 2015).
El Honorable Ayuntamiento de Othón P. Blanco otorgó el Reconocimiento a Hernán Pastrana Pastrana como Creador y Fundador del Zoológico Payo Obispo, durante su gestión como Presidente Municipal de Othón P. Blanco en el ejercicio 1978-1981 (8 de febrero de 2015).